# 그 규칙은 당신에게 적용되지 않아요
《그 규칙은 당신에게 적용되지 않아요》(Rules Don't Apply)는 2016년 11월에 개봉한 미국의 로맨틱 코미디 영화이다. 워런 비티가 감독과 공동 제작을 맡았다. 영화의 배경은 1950년대 헐리우드이며, 영화는 신예 여배우와 그녀의 운전수의 로맨스를 소재로 한다.

## 줄거리
1958년 로스앤젤레스, 억만장자 하워드 휴즈의 운전기사인 프랭크 포브스는 휴즈의 영화 스튜디오와 계약한 독실한 침례교 신자이자 미인대회 우승자인 배우 마를라 메이브리를 만나게 된다. 마를라는 주당 400달러를 받으며 엄격한 어머니 루시와 함께 아름다운 집에서 살고 있다. 프랭크는 마를라의 개인 운전기사가 되어 그녀를 노래와 춤 수업에 데려다준다.
마를라는 영화 '스텔라 스타라이트'의 스크린 테스트와 하워드 휴즈와의 만남을 기다리며 몇 달을 보낸다. 휴즈의 직원인 레버 매티스는 프랭크에게 여배우들이 남자와 가까이 지낼 수 없다는 것을 상기시킨다. 프랭크 역시 독실한 신앙인이지만 약혼녀 사라와 비밀리에 성관계를 가진 사이이다. 마를라의 어머니 루시가 버지니아로 돌아간 후, 마를라는 스크린 테스트를 기다린다.
어머니가 없는 동안 프랭크와 마를라는 더욱 가까워진다. 마를라에게 운전을 가르쳐주기도 하고 서로의 고민을 이야기하며 마음을 나눈다. 마를라는 훌륭한 가수와 댄서가 되기 위한 할리우드의 "규칙"에 맞추어야 한다는 것에 대해 걱정하고, 프랭크는 그녀에게는 그런 규칙이 적용되지 않는다고 안심시킨다. 마침내 마를라는 휴즈의 개인 별장에서 그를 만나게 되고, 술 권유를 거절하며 자신의 배우로서의 열망에 대해 솔직하게 이야기한다. 이후 휴즈의 비서 나딘은 마를라의 스크린 테스트를 준비한다. 프랭크는 휴즈와의 첫 만남에서 긍정적인 인상을 주어 핵심 스태프 그룹에 합류하게 된다.
휴즈는 소수 TWA 주주들이 자신을 정신병원에 감금하려 한다는 두려움에 더욱 은둔적으로 변해간다. 그의 오른팔인 노아 디트리히는 휴즈에게 정신과 의사를 만나볼 것을 제안하며 그를 화나게 하고, 휴즈는 정신병원 감금 서류에 서명을 거부할 수 있도록 "아내"가 필요하다는 조언을 받는다. 한편 마를라의 스크린 테스트는 아무 의미 없는 형식적인 절차에 불과했고, 그녀는 프랭크에게 자신이 작곡한 노래를 불러주며 키스를 나눈다. 마를라는 죄책감을 느끼지만 프랭크는 사라와 헤어지겠다고 말한다.
마를라는 휴즈와의 또 다른 늦은 밤 만남에 불려가고, 프랭크 때문에 괴로워하며 처음으로 술을 마신다. 술에 취한 마를라는 휴즈에게 그가 얼마나 특별한 사람인지 이야기한다. 그녀는 그를 위해 노래를 부르고, 휴즈는 감동하여 갑자기 청혼한다. 그들은 결국 하룻밤을 같이 보내지만, 다음 날 마를라는 프랭크에게 비밀리에 약혼했다고 밝히고 그를 해고한다.
며칠 후, 휴즈는 감금되는 것을 막기 위해 진 피터스와 결혼하고, 노아를 해고한 뒤 로버트 매휴를 회사 CEO로 임명한다. 매휴는 TWA 주주들이 휴즈를 경영 부실 혐의로 법정에 세우려 할 수 있다고 경고한다.
마를라는 휴즈의 청혼을 믿고 그와 하룻밤을 보낸 것에 대해 괴로워한다. 자신이 그의 아이를 임신했다는 사실을 알리자 휴즈는 그녀가 돈을 노리고 거짓말을 한다고 의심한다. 마를라는 다시 한번 프랭크에게 냉담하게 대하며 버지니아로 돌아간다.
휴즈는 자신의 측근들과 함께 해외로 떠나고 점점 더 은둔적인 생활을 한다. 법원이 소수 TWA 주주들의 손을 들어주며 6억 4,500만 달러의 배상 판결을 내리자, 휴즈는 빚을 갚기 위해 아버지의 휴즈 툴 회사를 팔아야 할 상황에 놓인다.
1964년, 프랭크와 레버, 나딘은 휴즈가 리처드 미스킨이라는 작가가 쓴 책에 대해 미국 언론에 전화를 걸어 자신의 입장을 밝히기를 기다린다. 그 책에서 미스킨은 휴즈를 직접 만났으며 그가 치매에 걸렸다고 주장한다. 마를라는 휴즈와의 사이에서 낳은 다섯 살 아들 맷과 함께 나타나 미스킨의 전 여자친구 매미가 법정에서 미스킨이 휴즈를 만난 적이 없다고 증언할 준비가 되어있으므로 휴즈가 굳이 전화할 필요가 없다고 알린다. 맷을 본 휴즈는 용기를 얻어 언론에 전화를 걸어 현재와 과거의 사건들에 대해 상세하게 이야기하며 자신이 정신이 온전하다는 것을 증명하고 미스킨을 만난 적이 없다는 것을 확인시킨다.
프랭크는 즉시 직장을 그만두고 마를라와 맷을 찾아간다. 그들은 가족으로서 함께 살게 된다.

## 출연진
- 워런 비티 - 하워드 휴스 역
- 릴리 콜린스 - 말라 메이브리 역
- 올든 에런라이크 - 프랭크 포브스 역
- 아네트 베닝 - 루시 메이브리 역
- 매슈 브로더릭 - 리바 매시스 역
- 앨릭 볼드윈 - 로버트 메이휴 역
- 헤일리 베넷 - 메이미 머피 역
- 캔디스 버건 - 네이딘 헨리 역
- 대브니 콜먼 - 레이먼드 홀리데이 역
- 스티브 쿠건 - 나이절 브리그스 대령 역
- 에드 해리스- 브랜즈퍼드씨 역
- 에이미 매디건 - 브랜즈퍼드 부인 역
- 메건 힐티 - 샐리 역
- 루이즈 린턴 - 베티 역
- 올리버 플랫 - 포레스터씨 역
- 마틴 신 - 노아 디트릭 역
- 폴 소비노 - 버넛 스콧 역
- 타이사 파미가 - 세라 브랜즈퍼드 역
- 폴 슈나이더 - 리처드 미스킨 역
- 체이스 크로퍼드 - 젊은 배우 역
- 패트릭 피슐러 - 영화 감독 역
- 론 퍼킨스 - 퍼거슨 상원의원 역
- 피터 매켄지 - 진 핸드세이커 역
- 훌리오 오스카르 메초소 - 소모사 대통령 역
- 에번 오툴 - 맷 메이브리 역

## 기타
- 미술: 제닌 오프월